# Mai 2017
Portal Geschichte | Portal Biografien | Aktuelle Ereignisse | Jahreskalender | Tagesartikel

◄ |
20. Jahrhundert |
21. Jahrhundert

◄ |
1980er |
1990er |
2000er |
2010er
| 2020er | 2030er | 2040er

◄ |
2013 |
2014 |
2015 |
2016 |
2017
| 2018 | 2019 | 2020 | 2021 | ►

◄ |
Februar 2017 |
März 2017 |
April 2017 |
Mai 2017 |
Juni 2017 |
Juli 2017 |
August 2017 |
►
Dieser Artikel behandelt tagesbezogene Nachrichten und Ereignisse im Mai 2017.

## Tagesgeschehen

### Montag, 1. Mai 2017
- Washington, D.C./Vereinigte Staaten: Die Republikanische Partei und die Demokratische Partei haben sich nach wochenlangen Streitereien auf einen gemeinsamen Haushaltsplan mit einem Volumen von mehr als einer Billion US-Dollar festgelegt. Dadurch ist eine Zahlungsunfähigkeit des Landes vorerst abgewandt. Geld für den Mauerbau an der gemeinsamen Grenze mit Mexiko soll es jedoch nicht geben. Allerdings sollen Ausgaben von 1,5 Milliarden US-Dollar für die Sicherheit an den Grenzen sowie zusätzliche 15 Milliarden US-Dollar für die Streitkräfte bereitgestellt werden.[1]
- Dschidda/Saudi-Arabien: Bundeskanzlerin Angela Merkel besucht den saudi-arabischen König Salman ibn Abd al-Aziz. Themen des gemeinsamen Treffens waren der Bürgerkrieg in Syrien, der Militärintervention im Jemen, die kritischen Menschenrechte in Saudi-Arabien, sowie die Frauenrechte. Danach besuchte Merkel das Nachbarland Vereinigte Arabische Emirate.[2]

### Dienstag, 2. Mai 2017

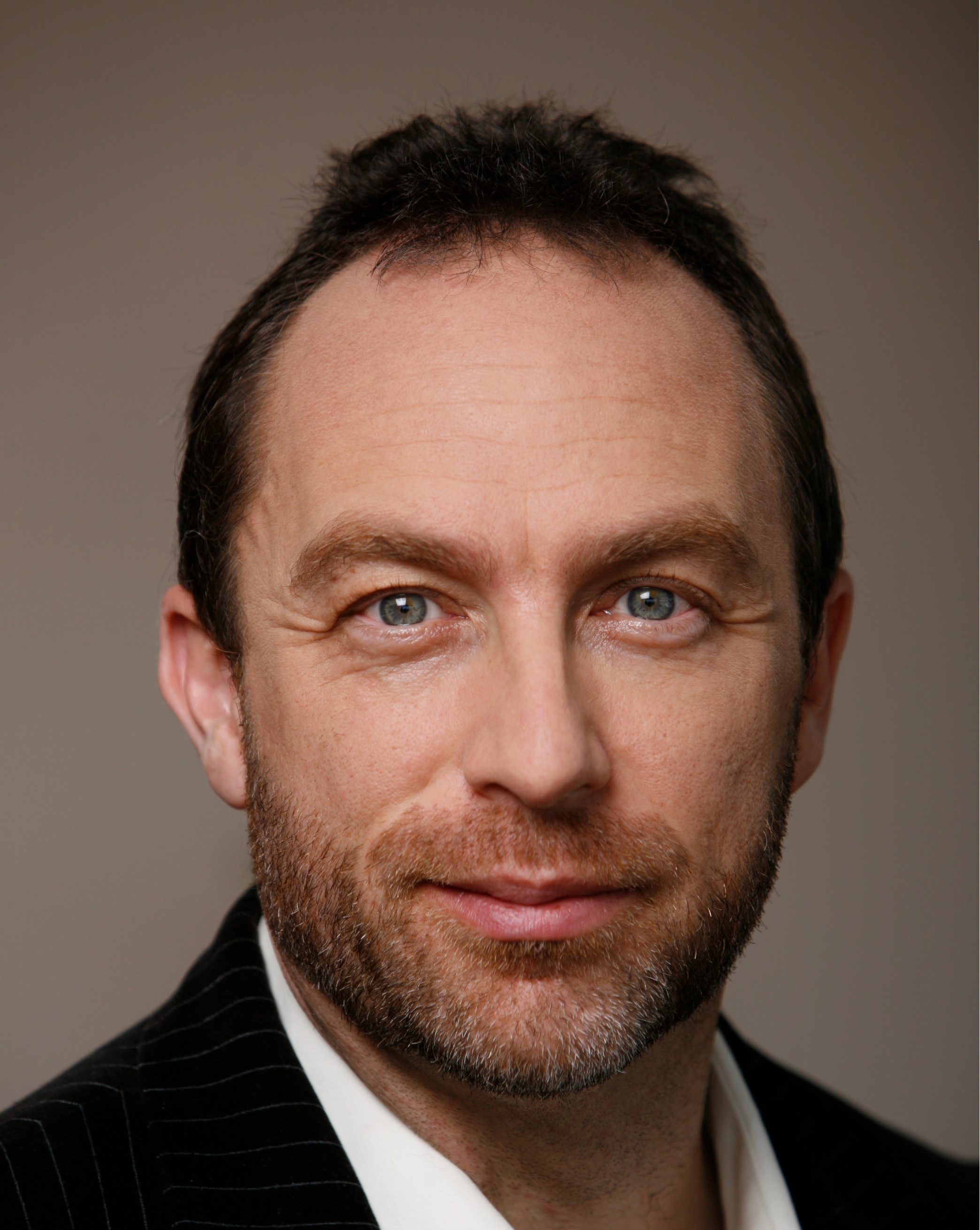
Jimmy Wales

- Al-Haul/Syrien: In dem Ort Rajm al-Sleibi im Gouvernement al-Hasaka nahe der syrisch-irakischen Grenze werden bei einem Angriff der Terrormiliz Islamischer Staat (IS) auf ein vorübergehend eingerichtetes Flüchtlingslager mindestens 38 Menschen getötet. Die Flüchtlinge warteten in dem Ort, um in die von den Demokratischen Kräfte Syriens (SDF) kontrollierte Zone zu gelangen.[3]
- Hildesheim/Deutschland: Die Robert Bosch Starter Motors Generators GmbH (SG), eine 2015 ausgegliederte Tochtergesellschaft des deutschen Bosch-Konzerns mit weltweit rund 7000 Mitarbeiter an 14 Standorten (rund 600 in Hildesheim), wird an den 1958 gegründeten staatlichen chinesischen Zulieferer ZMJ (Zhengzhou Coal Mining Machinery Group) und das Investmentunternehmen China Renaissance Capital Investment (CRCI) als Kapitalgeber verkauft.[4]
- Istanbul/Türkei: Nach der Sperrung des Online-Lexikons Wikipedia in der Türkei hat die Istanbuler Stadtverwaltung dessen Gründer Jimmy Wales ohne Angabe von Gründen von einer Expo-Veranstaltung ausgeladen. An der Veranstaltung vom 15. bis 18. Mai 2017 mit dem Titel „Weltstädte Expo Istanbul 2017“ nehmen voraussichtlich mehr als 50 Experten aus aller Welt teil. Der Zugang zu allen Sprachversionen der Wikipedia ist seit 29. April 2017 von der Türkei aus nicht mehr erreichbar. Als Grund für die Sperrung gab die Behörde für Informations- und Kommunikationstechnologien (BTK) an, auf der Website würde „fälschlicherweise behauptet, die Türkei unterstütze Terrororganisationen“.[5]
- Sotschi/Russland: Bei einem gemeinsamen Treffen von Bundeskanzlerin Angela Merkel und dem russischen Präsidenten Wladimir Wladimirowitsch Putin sind sich beide einig, dass auf der wirtschaftlichen Ebene, im Forschungsbereich und der Terrorismusbekämpfung eine gute Zusammenarbeit bestehe. Jedoch seien die politischen Beziehungen im Bürgerkrieg in Syrien, dem Krieg in der Ukraine und der Umgang von Minderheiten in Russland differenziert. Beide lobten den Einsatz der Beobachter der Organisation für Sicherheit und Zusammenarbeit in Europa (OSZE) in der Ostukraine.[6]

### Mittwoch, 3. Mai 2017
- Azadschahr/Iran: Bei einer Explosion in der Zemestanyurt-Kohlemine in der Provinz Golestan werden mindestens 26 Bergarbeiter in rund 1800 Metern Tiefe verschüttet. Zwei Todesopfer werden bislang geborgen.[7]
- Kabul/Afghanistan: Bei einem Selbstmordanschlag auf einen MRAP-Militärkonvoi der NATO nahe der US-Botschaft sterben mindestens acht Zivilisten, weitere 25 Personen werden verletzt, darunter drei US-Soldaten. Die Terrormiliz Islamischer Staat (IS) bekennt sich zu dem Anschlag.[8]

### Donnerstag, 4. Mai 2017
- Algier/Algerien: Bei der Wahl zur Nationalen Volksversammlung gewann die Regierungskoalition aus der seit 1962 regierenden Nationalen Einheitsfront (FLN) mit dem Koalitionspartner Nationale Demokratische Sammlung (RND) insgesamt 261 der 462 Sitze und damit die absolute Mehrheit im Parlament.[9]
- Astana/Kasachstan: Russland, die Türkei und der Iran einigen sich auf Schutzzonen im Bürgerkriegsland Syrien. Danach sollen Deeskalationszonen in Idlib, in Teilen der Provinz Aleppo, in Rastan sowie in Teilgebieten von Damaskus und im südlichen Darʿā umfassen.[10]
- Berlin/Deutschland: Das Unternehmen Amazon.com öffnet seine ersten Versand-Lebensmittelmarkt Amazon Fresh in Berlin und Potsdam. Bis 12.00 Uhr mittags eingehende Bestellungen sollen noch am selben Tag mit dem Kooperationspartner DHL abgewickelt werden.[11]
- London/Vereinigtes Königreich: Philip, Duke of Edinburgh und Prinzgemahl von Königin Elisabeth II. kündigt an, sich ab August 2017 aus dem öffentlichen Leben zurückzuziehen.[12]
- Wien/Österreich: Bei der Amadeus-Verleihung werden das Duo Pizzera & Jaus, Julian le Play und Bilderbuch in jeweils zwei Kategorien ausgezeichnet. Christina Stürmer erhält ihre insgesamt elfte Auszeichnung.[13]
- San Juan/Puerto Rico: Die Regierung von Puerto Rico erklärt den Staatsbankrott.[14]

### Freitag, 5. Mai 2017
- Köln/Deutschland & Paris/Frankreich: Beginn des Turniers der Top-Division der 81. Eishockey-Weltmeisterschaft der Herren.
- Merka/Somalia: Bei einem US-Militäreinsatz in Barii in der Region Shabeellaha Hoose gegen die islamistische al-Shabaab-Miliz wird ein Soldat der Navy SEALs getötet und zwei weitere verletzt.[15]
- Shanghai/China: Auf dem Shanghai Pudong International Airport erfolgt der Erstflug der Comac C919, das erste zweistrahlige Passagierflugzeug, das vollständig in China gebaut wurde.[16]

### Samstag, 6. Mai 2017
- Hama/Syrien: Nach Angaben der SOHR starben bei Gefechten in al-Zalaqeyat mindestens 11 Regierungssoldaten und 13 islamistische Rebellen.[17]

### Sonntag, 7. Mai 2017

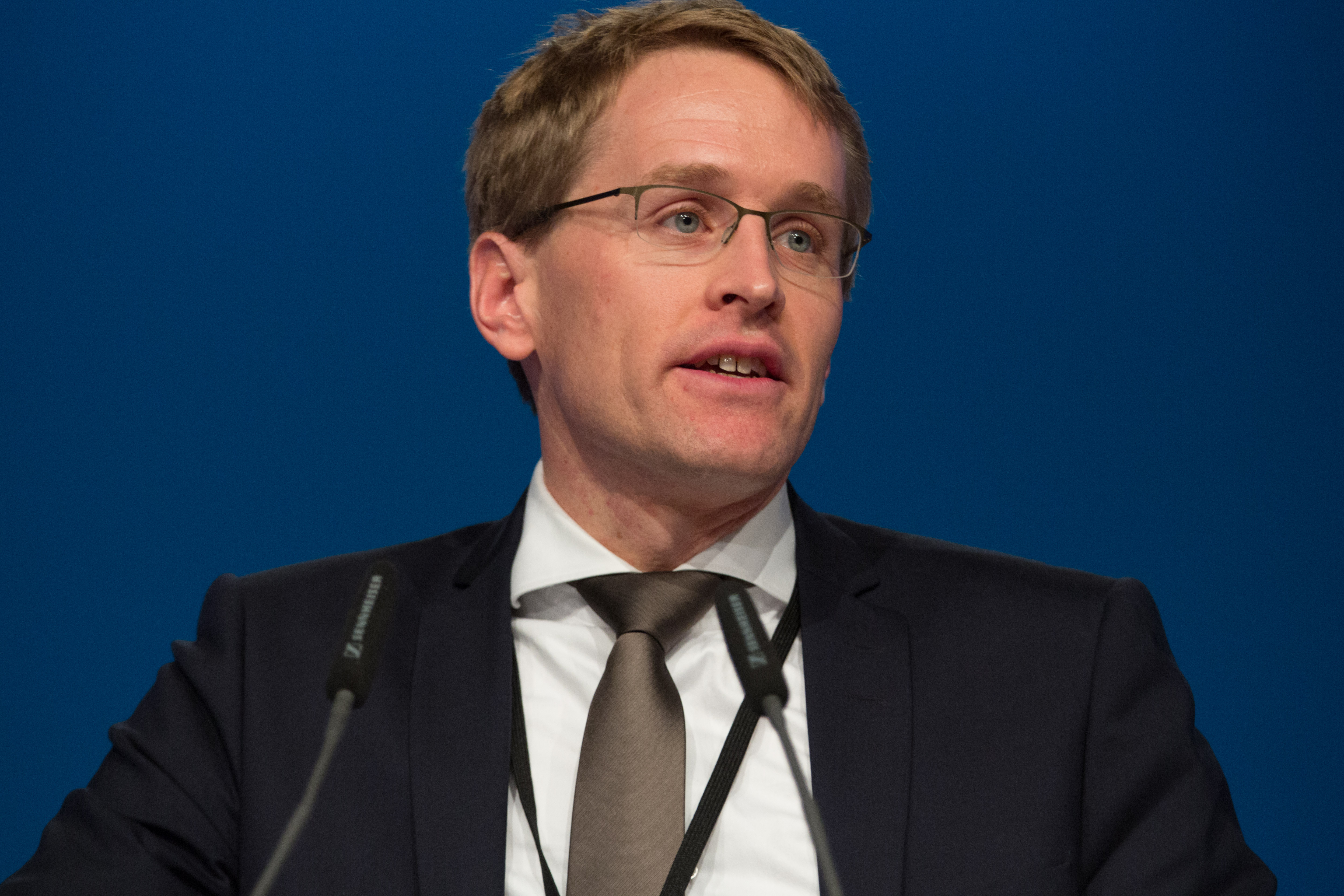
Daniel Günther

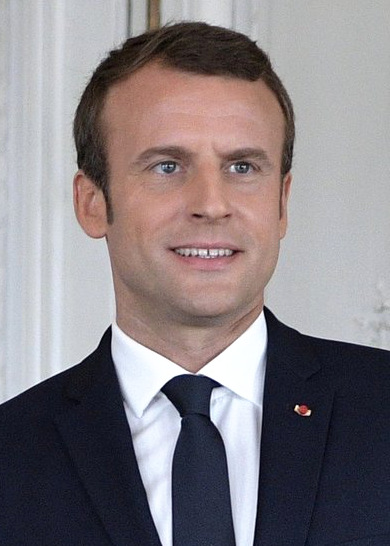
Emmanuel Macron

- Abuja/Nigeria: Die islamistische Terrororganisation Boko Haram hat 82 der im April 2014 im Bundesstaat Borno von ihr entführten 276 Schülerinnen (Chibok girls) freigelassen. Möglich wurde dies durch einen Gefangenenaustausch. An den Verhandlungen waren die Schweizer Regierung, die Internationale Rotkreuz- und Rothalbmond-Bewegung und weitere Nichtregierungsorganisationen beteiligt.[18]
- Kiel/Deutschland: Bei der Landtagswahl in Schleswig-Holstein wird die CDU unter Spitzenkandidat Daniel Günther mit 32,0 % der Stimmen stärkste Kraft vor der SPD des bisherigen Ministerpräsidenten Torsten Albig mit 27,2 %.[19]
- Kundus/Afghanistan: Seit der Ende April 2017 begonnenen Frühjahrsoffensive der islamistischen Taliban dauern die Kämpfe um die Provinz Kundus weiter an. Der westliche Distrikt Qala-i-zal (Kal-e-Sal) steht unter der Kontrolle der Taliban, um den östlichen Distrikt Chanabad gibt es heftige Gefechte mit der afghanischen Nationalarmee. Tausende Einwohner flüchteten aus der Provinz.[20]
- Paris/Frankreich: Im zweiten Wahlgang der Präsidentschaftswahl in Frankreich entscheiden sich die Wähler mit rund 66,1 % der abgegebenen Stimmen für den ehemaligen Wirtschaftsminister Emmanuel Macron (En Marche!) als neuen Staatspräsidenten. Die Kandidatin Marine Le Pen (Front National) erreicht 33,9 % der Stimmen.

### Montag, 8. Mai 2017
- Damaskus/Syrien: Erstmals im Bürgerkrieg in Syrien wird ein Rebellenviertel in Damaskus evakuiert. Bewaffnete Kämpfer und deren Angehörige aus dem Viertel Barseh im Nordosten der Stadt wurden in 40 Bussen nach Idlib gebracht.[21]

### Dienstag, 9. Mai 2017

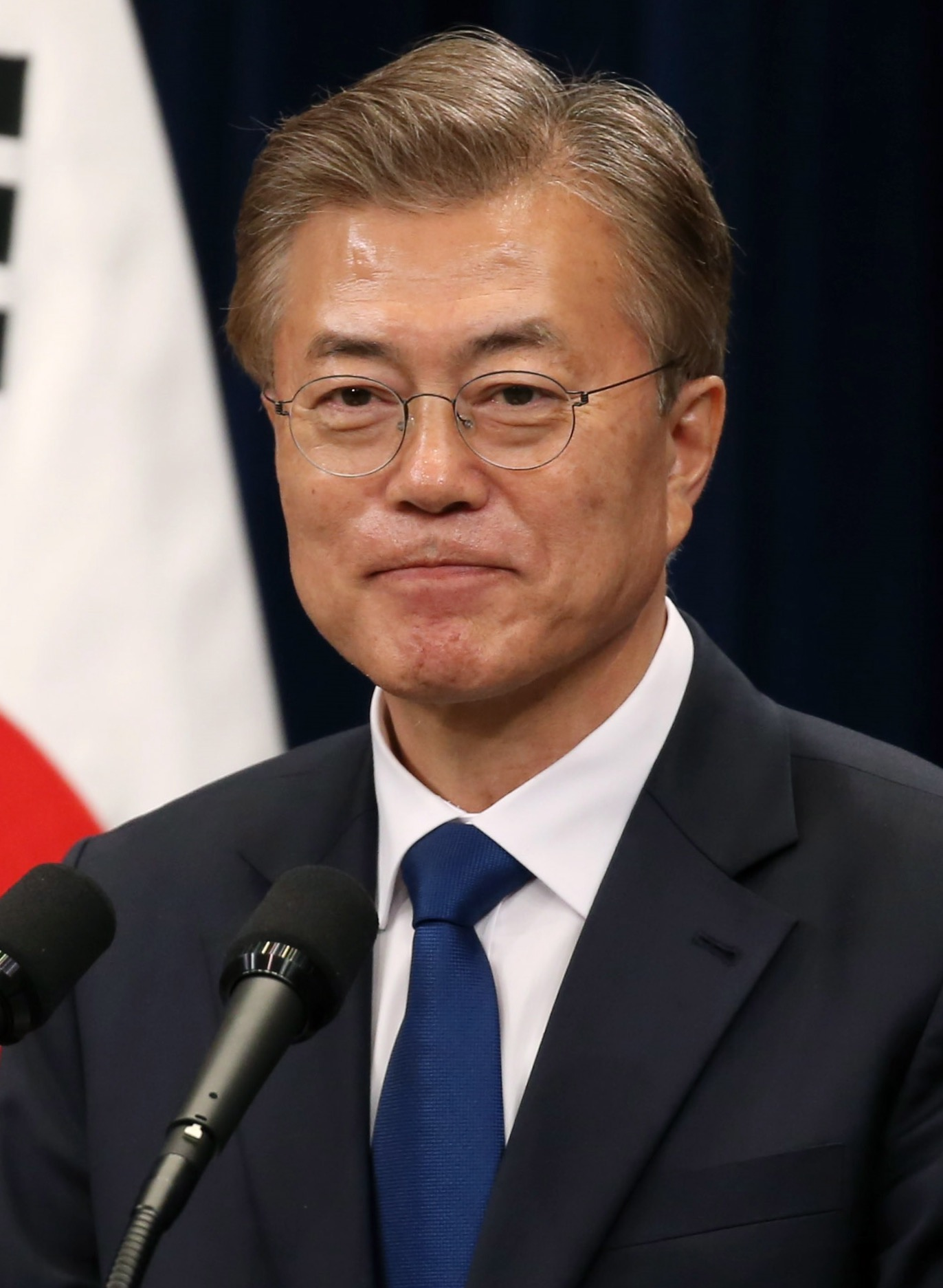
Moon Jae-in gewinnt die Präsidentschaftswahl in Südkorea

- Seoul/Südkorea: Die Präsidentschaftswahl gewinnt Moon Jae-in von der sozialliberalen Deobureo-minju-Partei mit 41,08 Prozent der Stimmen.[22]
- Jakarta/Indonesien: In Jakarta wird der ehemalige indonesische Gouverneur Basuki Tjahaja Purnama im Blasphemie-Prozess zu zwei Jahren Haft verurteilt.
- Washington, D.C./Vereinigte Staaten: US-Präsident Donald Trump entlässt auf Empfehlung des United States Attorney General Jeff Sessions den Direktor der Strafverfolgungsbehörde als auch Inlandsgeheimdienstes Federal Bureau of Investigation (FBI), James B. Comey mit sofortiger Wirkung.[23]

### Mittwoch, 10. Mai 2017

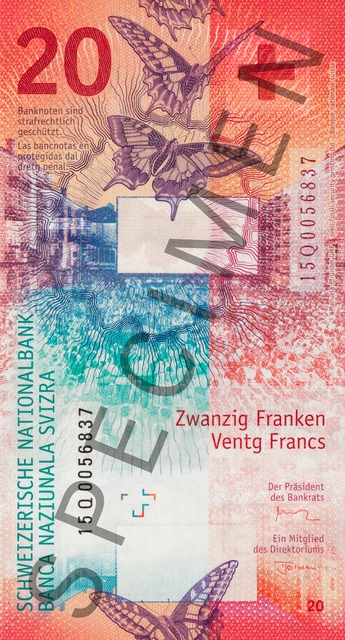
Neue 20-Franken-Note in der Schweiz

- Bern/Schweiz: Die Schweizerische Nationalbank (SNB) hat die neue 20-Franken-Note vorgestellt, die am 17. Mai 2017 in den Umlauf kommt.
- Nassau (Bahamas): Wahlen zum Versammlungshaus
- Pristina/Kosovo: Das kosovarische Parlament spricht sich in einem Misstrauensvotum mehrheitlich gegen die amtierende Regierung aus.[24]
- Seoul/Südkorea: Der am Vortag gewählte Moon Jae-in wird als Präsident vereidigt.[25]
- Wien/Österreich: Reinhold Mitterlehner, Vizekanzler und ÖVP-Chef, gibt seinen Rücktritt von all seinen politischen Funktionen bekannt.

### Donnerstag, 11. Mai 2017
- Berlin/Deutschland und Bern/Schweiz: Nach Informationen von Süddeutscher Zeitung und der Sendeanstalten NDR und WDR unterzeichnete die deutsche Bundesregierung im Januar 2017 ein No-Spy-Abkommen mit der Schweiz. Staatssekretär Klaus-Dieter Fritsche soll die geheimen Verhandlungen mit der Schweiz geführt haben, darunter mit dem Eidgenössischen Departement für Verteidigung, Bevölkerungsschutz und Sport (EBS).[26]
- Berlin/Deutschland: Die Railway Management GmbH als persönlich haftende Gesellschafterin beantragt für das Eisenbahnverkehrsunternehmen Locomore beim Amtsgericht Charlottenburg Insolvenz an.[27]
- Fairbanks/Vereinigte Staaten: Bei der 10. Sitzung des Arktischen Rates fordern die Teilnehmer eine weitere  Reduzierung des Ausstoßes von Treibhausgasen.[28]
- London/Vereinigtes Königreich: Bei der Londoner Somalia-Konferenz zur Sicherheit, Wiederaufbau des Landes und zur Unterstützung der somalischen Regierung sagen mehrere Staaten Hilfsgelder zu. Die Europäische Union kündigte zusätzliche Hilfsgelder in Höhe von 200 Millionen Euro an und Deutschland stockt seine Hilfe von 70 auf 140 Millionen Euro auf.[29][30]

### Freitag, 12. Mai 2017
- Abuja/Nigeria: Nach Angaben der Gesundheitsbehörden sind von November 2016 bis April 2017 durch eine Meningitis-Epidemie mindestens 1.069 Menschen gestorben. Seit Ausbruch der Epidemie bis April 2017 sind durch die Weltgesundheitsorganisation (WHO) rund 420.000 Menschen in Nigeria geimpft worden. Weitere rund 800.000 Menschen sollen allein im Bundesstaat Sokoto noch geimpft werden.[31]
- Bonn/Deutschland: Das deutsche Photovoltaik-Unternehmen SolarWorld meldet beim Amtsgericht Bonn Insolvenz an. Betroffen sind auch die Tochtergesellschaften. Betroffen sind rund 2600 Mitarbeiter in Deutschland, davon 800 in Arnstadt und 1200 in Freiberg.[32][33]
- Brasília/Brasilien: Die brasilianische Regierung hebt den aufgrund der Zikavirus-Epidemie verhängten nationalen Notstand auf, nachdem die Zahl der gemeldeten Neuinfektionen 2017 um 95 % auf 7.911[34] gesunken war.[35]
- Istanbul/Türkei: Medien berichten über einen Einsatz der türkischen Antiterroreinheit am 30. April 2017 im Stadtteil Kartal zur Verhaftung der Übersetzerin und deutschen Staatsangehörigen Mesale Tolu.[36]
- Montabaur/Deutschland: Der deutsche Internet- und Telekomkonzern United Internet (1&1, GMX, Web.de, Strato) will bis Ende 2017 den Mobilfunkprovider Drillisch mit Sitz in Maintal für 2,2 Milliarden Euro übernehmen. Das Bundeskartellamt muss der Übernahme noch zustimmen.[37]
- Peking/China: Beginn des Gipfeltreffens des Belt and Road Forums zum interkontinentalen Infrastrukturprojekt Neue Seidenstraße (Seidenstraßengipfel) mit Vertretern aus 100 Staaten, darunter 29 Staats- und Regierungschefs. Staatspräsident Xi Jinping sagt umgerechnet rund 124 Milliarden US-Dollar für das Projekt zu. Für Deutschland nimmt die Bundesministerin für Wirtschaft und Energie, Brigitte Zypries teil.[38]
- Weltweit: Die WannaCry-Ransomware befällt weltweit 230.000 Computer mit älteren Betriebssystemen von Microsoft Windows, welche ungenügend gegen Angriffe gesichert sind. Die Täter fordern eine Lösegeldzahlung in der Kryptowährung Bitcoin. Betroffen sind britische Krankenhäuser des National Health Service (NHS), der französische Automobilkonzern Renault, der spanische Telekommunikationskonzern Telefónica, das russische Innenministerium (MWD), das russische Telekommunikationsunternehmen MegaFon, das US-Logistikunternehmen FedEx sowie weitere Großunternehmen. In Deutschland ist die Deutsche Bahn und ihre Logistiktochter Schenker AG von Ausfällen betroffen.

### Samstag, 13. Mai 2017
- Akyaka/Türkei: Bei einem schweren Busunglück auf einer Gebirgsstraße in der Provinz Muğla sterben mindestens 23 Menschen und 11 weitere werden verletzt.[39]
- al-Minya/Ägypten: Bei archäologischen Ausgrabungen im Gouvernement al-Minya werden in einem bereits 1931 entdeckten Gewölbe mindestens 17 Mumien aus der Zeit von 332 vor Christus bis 395 nach Christus entdeckt.[40]
- Kiew/Ukraine: Salvador Sobral gewinnt für Portugal das Finale des 62. Eurovision Song Contest im International Exhibition Centre.
- Salzburg/Österreich: Titelverteidiger RB Salzburg steht nach einem 1:0 gegen den SK Rapid Wien am viertletzten Spieltag als Österreichischer Fußballmeister 2017 fest. Es ist die vierte Meisterschaft in Serie für den Verein.[41]

### Sonntag, 14. Mai 2017
- Düsseldorf/Deutschland: Bei der Landtagswahl in Nordrhein-Westfalen, den letzten Wahlen eines Landesparlaments vor der Bundestagswahl 2017, büßen die SPD von Ministerpräsidentin Hannelore Kraft und die Grünen ihre relative Mehrheit ein. Die CDU mit Spitzenkandidat Armin Laschet erhält die meisten Stimmen. Hannelore Kraft gab daraufhin ihren Rücktritt als SPD-Landesvorsitzende und stellvertretende Bundesvorsitzende bekannt.[42]
- Pjöngjang/Nordkorea: Die Volksarmee testet entgegen den Sanktionen der Vereinten Nationen eine Mittelstreckenrakete vom Typ Hwasong-12. Nach rund 800 Kilometer stürzt diese ins Japanische Meer.[43]

### Dienstag, 16. Mai 2017
- Allan/Jordanien: Der erste Synchrotron im Nahen Osten geht in Betrieb. Der SESAME wurde dabei aus Teilen des ausgemusterten deutschen Speicherrings BESSY I aufgebaut. Betrieben wird SESAME von der Jordan Atomic Energy Commission (JAEC) und die Europäische Organisation für Kernforschung (CERN). Beteiligte Länder sind Ägypten, Bahrain, der Iran, Israel, Jordanien, Pakistan, die Palästinensischen Autonomiegebiete, die Türkei und Zypern.[44][45]
- Vereinigte Staaten/Türkei: In Washington D.C. werden Demonstranten gegen Türkei-Präsident Erdogan, der sich am selben Tag vor Ort mit US-Präsident Donald Trump traf, von Leibwächtern und Sympathisanten Erdogans angegriffen.

### Donnerstag, 18. Mai 2017
- Brasilia/Brasilien: Das Oberste Bundesgericht genehmigt Ermittlungen gegen Staatspräsident Michel Temer wegen Korruption. Danach gab es zuvor Medienberichten, wonach Temer Schweigegeld-Zahlungen an den inhaftierten ehemaligen Parlamentspräsidenten Eduardo Cunha im Gespräch mit Joesley Mendonça Batista, dem Vorsitzenden des größten Fleischproduzenten der Welt, die JBS S. A., zusagt haben soll.[46]
- Brüssel/Belgien: Mit einer ab 2018 in Kraft tretenden neuen Verordnung des Europäischen Parlaments und des Europäischen Rates zur Gewährleistung der grenzüberschreitenden Portabilität von Online-Inhaltediensten im Binnenmarkt sollen Streaming-Abonnements in der Europäischen Union genutzt werden können. Die Freigabe gilt nur für "vorübergehende" Auslandsaufenthalte. Als Kontrollmechanismus können Streamingdienste-Anbieter demnach wählen und festlegen, ob den Kunden die Bezahl- und Steuerdaten, Post- und IP-Adresse ihres EU-Wohnsitzmitgliedsstaates angeben müssen beispielsweise zur Nutzung von Video-on-Demand-Angeboten.[47]
- Saarbrücken/Deutschland: Knapp zwei Monate nach der Landtagswahl hat die neue saarländische Landesregierung unter Ministerpräsidentin Annegret Kramp-Karrenbauer (CDU) die Arbeit aufgenommen. Die Ministerpräsidentin wurde zuvor von 41 von 51 Abgeordneten im Amt bestätigt.[48]

### Freitag, 19. Mai 2017
- Buta/DR Kongo: Die Weltgesundheitsorganisation (WHO) bestätigt bei einem erneuten Ebola-Ausbruch drei Todesfälle. Es bestehe das Risiko für eine größere Ebola-Epidemie in der Provinz Bas-Uele.[49]
- New York/Vereinigte Staaten: Der frühere demokratische US-Kongressabgeordnete Anthony Weiner bekennt sich vor dem US-Bundesgericht für den südlichen Distrikt von New York für schuldig, einer 15-jährigen Mädchen monatelang Nachrichten per SMS mit brutalen Sex- und Vergewaltigungsfantasien geschickt zu haben. Weiter erklärte er, keine Berufung gegen eine Haftstrafe von bis zu 27 Monaten einlegen zu wollen.[50]
- Salamiyya/Syrien: Die Terrororganisation Islamischer Staat (IS) tötet bei ihrer Offensive im Ort Aqarab al-Safiyeh und Teile des Ortes al-Mabouja 52 Menschen, darunter auch regierungsnahe Kämpfer und verletzen 45 weitere.[51]
- Teheran/Iran: Bei der Präsidentschaftswahl wird Staatspräsident Hassan Rohani mit 57 Prozent wiedergewählt. Sein Herausforderer Ebrahim Raissi erhielt 38,3 Prozent der Stimmen.[52]
- Wien/Österreich: Die Bundessprecherin und Klubobfrau der österreichischen Grünen Partei, Eva Glawischnig, ist aus persönlichen Gründen zurückgetreten. Neue Bundessprecherin wird Ingrid Felipe, Spitzenkandidatin für die Nationalratswahl wird Ulrike Lunacek.[53]
- Mailand/Italien Ein Mann greift vor dem Mailänder Hauptbahnhof 2 Soldaten und einen Polizisten mit einem Messer an, als diese ihn für eine Routinekontrolle angehalten hatten. Dabei werden diese verletzt. Gegen den Täter wird wegen internationalen Terrorismus ermittelt.

### Samstag, 20. Mai 2017
- Brak/Libyen: Bei einem Angriff der Third Force im Rahmen der Operation Dignity der libyschen Armee auf Seiten der von den Vereinten Nationen unterstützten libyschen Einheitsregierung (GNA) auf den Luftwaffenstützpunkt Brak asch-Schati' gegen die libysche Nationalarmee (LNA) des Generals Chalifa Haftar der die Gegenregierung in Bengasi unterstützt, werden mindestens 101 unbewaffnete Soldaten der LNA nach einer Militärparade getötet. Mindestens 40 weitere Soldaten und Zivilisten kommen ums Leben. Verteidigungsminister Al-Mahdi al-Barghati wurde daraufhin des Amtes enthoben.[54][55][56]
- Dili/Osttimor: Francisco Guterres wird um Mitternacht zum neuen Staatspräsidenten Osttimors vereidigt.[57]
- Tokio/Japan: Im Palast Akasaka wird der 39. Pritzker-Preis an die spanischen Architekten Rafael Aranda, Carme Pigem und Ramón Vilalta vom Büro RCR Arquitectes verliehen.

### Sonntag, 21. Mai 2017
- Bern/Schweiz: Volksabstimmung zur Annahme oder Ablehnung des revidierten Energiegesetzes (EnG) vom 30. September 2016 im Rahmen der Energiestrategie 2050 über Maßnahmen zur Absenkung des Energieverbrauchs, der Erhöhung der Energieeffizienz, der Förderung erneuerbaren Energien und ein Verbot zum Bau von neuen Kernkraftwerken.[58]
- Kabul/Afghanistan: Bei einem bewaffneten Überfall auf die schwedische Hilfsorganisation Operation Mercy im Westen der Hauptstadt wird eine deutsche Entwicklungshelferin und ein afghanischer Wachmann getötet. Eine Entwicklungshelferin aus Finnland wird zudem verschleppt.[59] Vom Abend des 20. Mai 2017 bis zum 21. Mai 2017 wurden in Südostafghanistan 20 Polizisten bei Talibanangriffen getötet.[60]
- Köln/Deutschland: Die schwedische Eishockeynationalmannschaft wird Weltmeister. Im Finale siegen die Skandinavier im Penaltyschießen gegen den 26-fachen Titelträger Kanada und feiern ihren zehnten Titel bei einer WM.[61]
- New York/Vereinigte Staaten: Die Zeitung New York Times berichtet unter Berufung auf aktuelle wie auch früherer Behördenvertreter über den Verlust von 18 bis 20 Informanten des US-Auslandsnachrichtendienstes CIA in der Volksrepublik China im Zeitraum 2010 bis 2012. Die aufgedeckten Spione sollen sich in Haft befinden oder getötet worden sein.[62]
- P’yŏngsŏng/Nordkorea: Die Volksarmee testet entgegen internationaler Sanktionen erneut eine Mittelstreckenrakete vom Typ Pukguksong-2. Die nahe Pyongyang abgefeuerte Rakete stieg bis auf eine Höhe von rund 560 Kilometern und stürzte dann nach rund 500 Kilometern ins Japanische Meer (Ostmeer).[63]

### Montag, 22. Mai 2017
- Berlin/Deutschland: Beginn des zweitägigen 8. Petersberger Klimadialogs zur Vorbereitung der UN-Klimakonferenz im November 2017 in Bonn unter der Präsidentschaft der Republik Fidschi.
- Manchester/Vereinigtes Königreich: Bei einem Selbstmordanschlag im Foyer der Manchester Arena zum Ende eines Popkonzerts der US-amerikanischen Sängerin Ariana Grande werden 23 Menschen, darunter der mutmaßliche Attentäter Salman Abedi, getötet und mindestens 116 weitere verletzt.[64][65]
- Pratteln/Schweiz und Salt Lake City/Vereinigte Staaten: Der schweizerische Spezialchemiekonzern Clariant und das US-amerikanische Chemieunternehmen Huntsman Corporation fusionieren zu HuntsmanClariant mit juristischem Sitz in Pratteln und der operativen Zentrale in The Woodlands nördlich von Houston. Mit HuntsmanClariant entsteht nach der deutschen Evonik der weltweit zweitgrößte Konzern für Spezialchemie.[66]
- Shanghai/China: Die staatliche chinesische Commercial Aircraft Corporation of China (COMAC) und der russische Luftfahrt- und Rüstungskonzern OAK gründen das neue Gemeinschaftsunternehmen China-Russia Commercial Aircraft International Co. (CRAIC) zum Bau eines Langstreckenflugzeugs mit 280 Sitzen und einer Reichweite von 12.000 Kilometern bis 2028.[67]
- Sincan/Türkei: Ein Massenprozess gegen 221 mutmaßliche Beteiligte des Putschversuch im Juli 2016 beginnt. Sie werden wegen der Ermordung von 250 Menschen, der Mitgliedschaft in einer Terrororganisation und die Verletzung der Verfassung angeklagt. Unter den Beschuldigten befinden sich auch 26 Generäle, darunter Akın Öztürk und Mehmet Disli.[68]
- Wien/Österreich: Das österreichische Fernbusunternehmen HELLÖ, eine Tochter der ÖBB Personenverkehr und der ÖBB-Postbus, verkauft ihr Liniengeschäft an das deutsche Fernbusunternehmen Flixbus.[69]

### Dienstag, 23. Mai 2017
- Berlin/Deutschland: Das Bundesministerium für Bildung und Forschung gibt die Gewinner des Wettbewerbs zur Gründung des Deutschen Internet-Instituts bekannt. Das Konsortium aus den Universitäten FU Berlin, HU Berlin, TU Berlin, UdK Berlin, Universität Potsdam sowie das Fraunhofer-Institut für Offene Kommunikationssysteme und das Wissenschaftszentrum Berlin für Sozialforschung (WZB) als Koordinator haben sich in einem zweistufigen wettbewerblichen Verfahren durchgesetzt. In den nächsten fünf Jahren stehen rund 50 Millionen Euro zum Aufbau bereit.[70]
- Kandahar/Afghanistan: Bei einem Angriff der Taliban auf einen Außenposten des 205. Korps der afghanischen Nationalarmee im Distrikt Shah Wali Kot nördlich von Kandahar werden nach Angaben des Verteidigungsministeriums acht Soldaten, sieben Zivilisten und ein Polizist sowie 10 Angreifer getötet. Bei Gefechten in der Provinz Ghazni im Distrikt Muqur starben 11 Angreifer und ein Polizist und in der östlichen Provinz Nangarhar im Bezirk Bati Kot werden vier Zivilisten getötet und 13 verletzt, als sie ins Kreuzfeuer zwischen den afghanischen Sicherheitskräften und den Taliban geraten. Erst am 21. Mai töteten Taliban-Kämpfer in der Provinz Zabul 20 Polizisten bei einem Angriff.[71][72]
- Manila/Philippinen: Präsident Rodrigo Duterte verhängt für 60 Tage das Kriegsrecht über die südliche Region Mindanao, nachdem in Marawi City rund 100 Anhänger der Terrormiliz Islamischer Staat (IS) durch die Straßen zogen und eine katholische Kirche, ein Gefängnis und zwei Schulen sowie mehrere andere Häuser niederbrannten. Bei den Gefechten zwischen den Sicherheitskräften und der IS-Kämpfer kommen mindestens zwei Soldaten und ein Polizist ums Leben und weitere zwölf werden verletzt.[73]
- Stuttgart/Deutschland: Im Rahmen der Ermittlungen gegen Mitarbeiter des Automobilkonzern Daimler AG wegen des Verdachts des Betruges und der strafbaren Werbung im Zusammenhang mit der Manipulation der Abgasnachbehandlung an Diesel-PKW durchsuchen 23 Staatsanwälte der Staatsanwaltschaft Stuttgart und rund 230 Einsatzkräfte des Landeskriminalamtes Baden-Württemberg, und der örtlich zuständigen Polizeidienststellen in den Bundesländern Baden-Württemberg, Berlin, Niedersachsen und Sachsen insgesamt 11 Objekte nach beweiserheblichen Unterlagen und Datenträgern.[74]
- Frankfurt am Main: Vor dem Landgericht Frankfurt hat der Daytrader Armin S. eine Zivilklage über 152 Mio. Euro gegen die französische Bank BNP Paribas eingereicht. Wahrscheinlich die höchste Forderung, die je eine Zivilperson in Deutschland vor Gericht verlangt hat.

### Mittwoch, 24. Mai 2017
- Berlin, Lutherstadt Wittenberg/Deutschland: Der 36. Evangelische Kirchentag beginnt. Er steht unter dem Motto: „Du siehst mich.“[75]
- Brüssel/Belgien: Beginn des zweitägigen NATO-Gipfels
- Solna/Schweden: Im Endspiel der UEFA Europa League siegt Manchester United 2:0 gegen Ajax Amsterdam.[76]

### Donnerstag, 25. Mai 2017
- Aachen/Deutschland: Der Internationale Karlspreis zu Aachen wird an den britischen Historiker und Schriftsteller Timothy Garton Ash  verliehen.
- Lancy/Schweiz: Der FC Basel gewinnt das 92. Endspiel um den Schweizer Cup im Fussball mit 3:0 gegen den FC Sion.[77]
- Wolfsburg/Deutschland: Hinspiel der Relegation zur Fußball-Bundesliga 2017/18: VfL Wolfsburg – Eintracht Braunschweig 1:0 (1:0)[78]

### Freitag, 26. Mai 2017

Logo des G7-Gipfels in Taormina

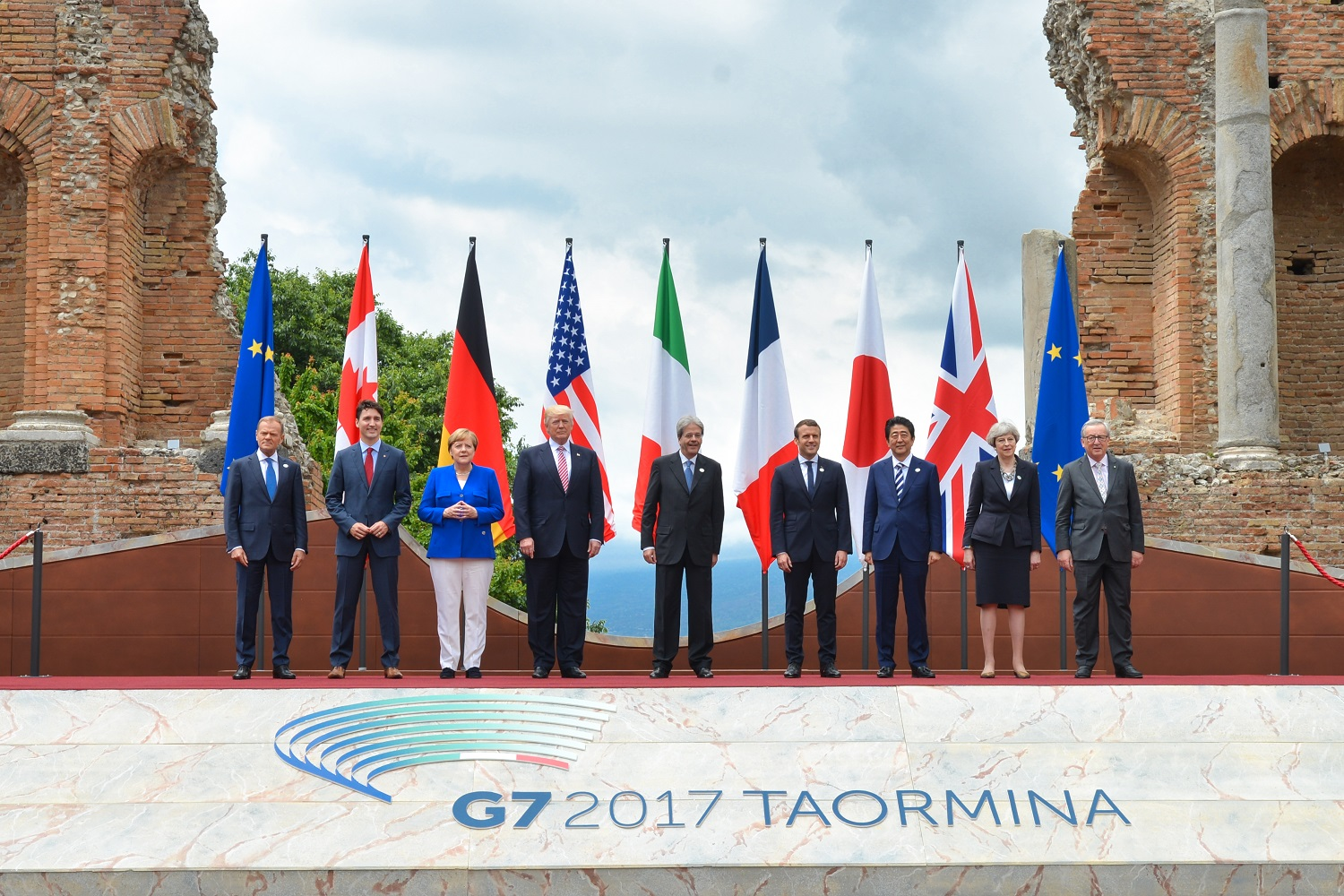
G7-Gipfel-Teilnehmer

- Taormina/Italien: Beginn des zweitägigen G7-Gipfels
- al-Minya/Ägypten: Bei einem Angriff von Islamisten auf Kleinbusse von koptischen Christen wurden mindestens 28 Menschen getötet. Als Reaktion darauf hat die ägyptische Armee Luftangriffe auf ein Lager der Islamisten in Derna in Libyen durchgeführt.[79]

### Samstag, 27. Mai 2017
- Berlin/Deutschland: Das Endspiel um den DFB-Pokal der Männer 2017 gewinnt Borussia Dortmund mit 2:1 gegen Eintracht Frankfurt.[80]
- Köln/Deutschland: Das Endspiel im DFB-Pokal der Frauen zwischen dem Titelverteidiger VfL Wolfsburg und dem Vorjahresfinalisten SC Sand entscheiden die Niedersächsinnen mit 2:1 für sich.[81]
- Tel Aviv/Israel: Etwa 15.000 Menschen demonstrieren für eine Zweistaatenlösung im Israel-Palästina Konflikt.[82]

### Sonntag, 28. Mai 2017

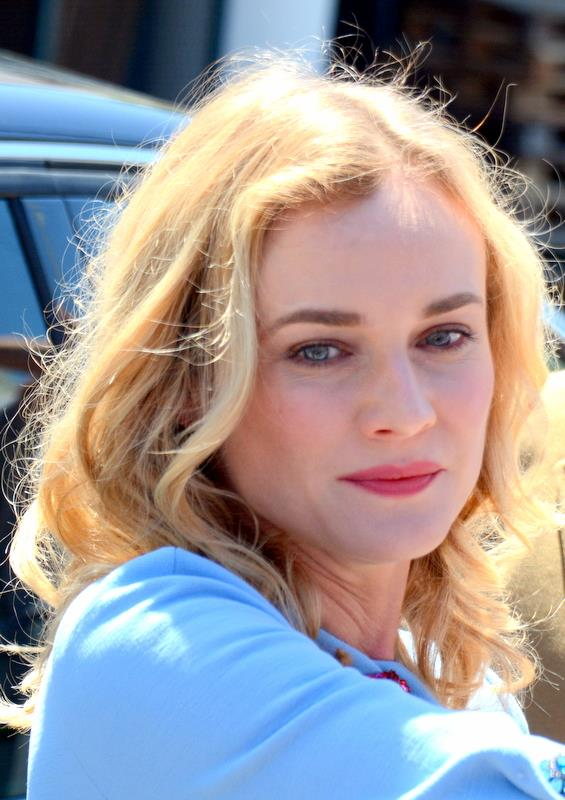
Diane Kruger

- Cannes/Frankreich: Der Film The Square des schwedischen Regisseurs Ruben Östlund wird bei den 70. Internationalen Filmfestspielen mit der Palme d’or ausgezeichnet. Diane Kruger aus Deutschland erhält den Preis in der Kategorie „Beste Schauspielerin“.[83]
- Mailand/Italien: Der Gesamtsieg bei der 100. Austragung des Rad-Etappenrennens Giro d’Italia geht an Tom Dumoulin. Es ist sein erster Gesamtsieg bei dieser Rundfahrt und der erste eines Niederländers.[84]

### Montag, 29. Mai 2017
- Braunschweig/Deutschland: Rückspiel der Relegation zur Fußball-Bundesliga 2017/18:  Eintracht Braunschweig – VfL Wolfsburg 0:1 (0:0). Der VfL Wolfsburg schafft damit den Klassenerhalt in der Bundesliga nach zwei 1:0 Siegen in der Relegation.[85][86]
- Goldbach/Deutschland: Das Textilunternehmen Basler Fashion stellt beim Amtsgericht Aschaffenburg einen Antrag auf Insolvenz in Eigenverwaltung.[87]

### Dienstag, 30. Mai 2017

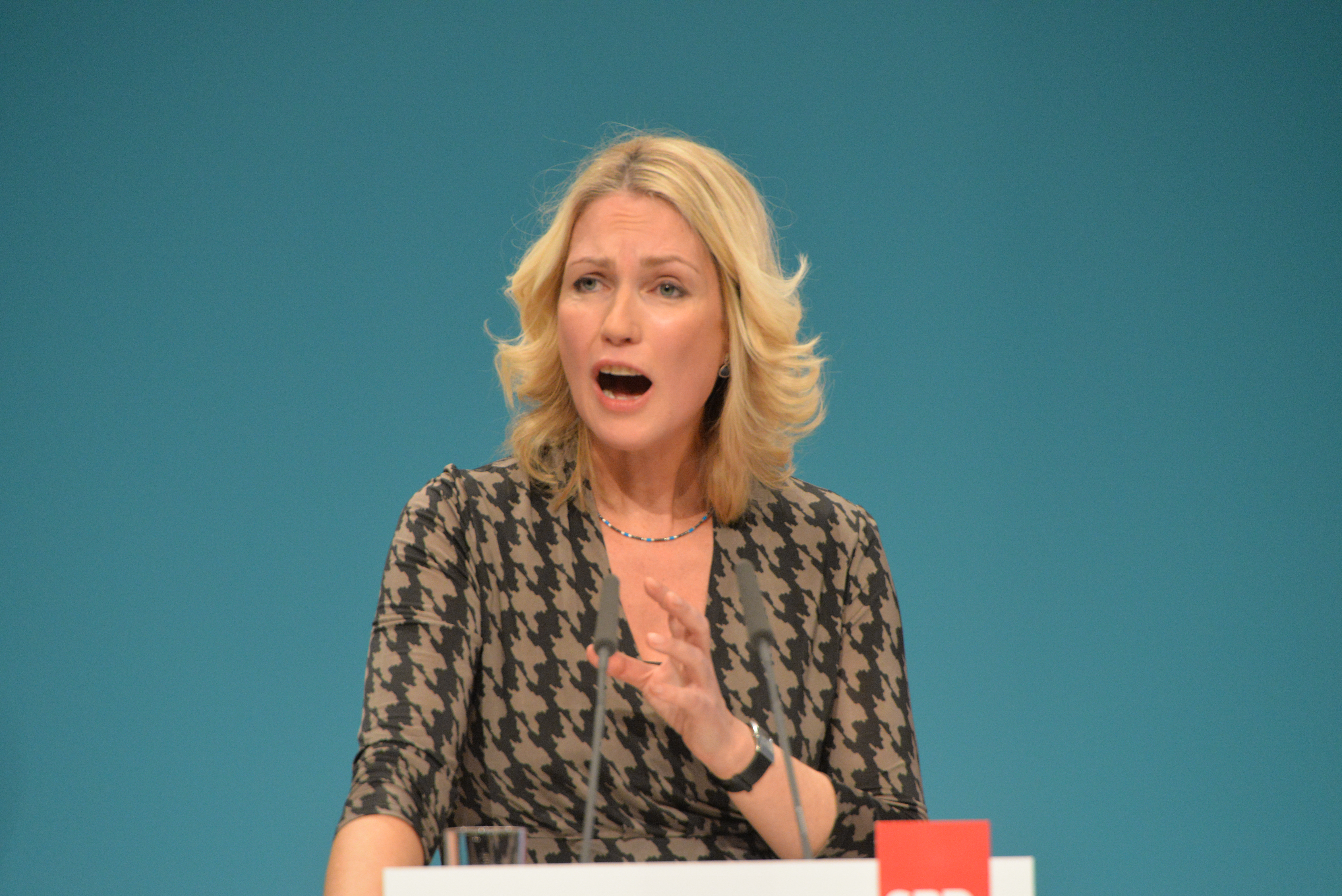
Manuela Schwesig

- Bagdad/Irak: Bei einem Autobombenanschlag im Einkaufsviertel Karrada werden mindestens 15 Menschen und bei einer zweiten  Autobombe im zentralen Viertel Karch werden 11 Menschen getötet. Der Islamische Staat (IS) bekennt sich zu den Anschlägen.[88]
- Schwerin/Deutschland: Der Ministerpräsident von Mecklenburg-Vorpommern Erwin Sellering (SPD) kündigt aus gesundheitlichen Gründen seinen Rücktritt an. Sobald die von ihm vorgeschlagene Bundesministerin für Familie, Senioren, Frauen und Jugend Manuela Schwesig (SPD) ihren Eid als Regierungschefin abgelegt hat, scheidet Sellering aus dem Amt.[89]
- Washington, D.C./Vereinigte Staaten: Die Missile Defense Agency (MDA) des US-Verteidigungsministerium teilt den erfolgreichen Raketenabwehr einer Interkontinentalrakete (ICBM) mit. Die Abfangrakete vom Typ Ground-Based Interceptor startete von der Vandenberg Air Force Base in Kalifornien und zerstörte eine von der Kwajalein Missile Range auf den Marshall-Inseln gestartete Rakete südlich von Alaska. Der Raketentest wird auch als Reaktion auf Drohungen und Raketentests aus Nordkorea gesehen.[90]

### Mittwoch, 31. Mai 2017
- Kabul/Afghanistan: 80 Menschen sterben durch einen Bombenanschlag im Diplomatenviertel und weitere 400 werden verletzt.[91] Mehrere Botschaften, darunter u. a. die deutsche und die französische, werden schwer beschädigt.[92][93]
- Nairobi/Kenia: Die von 2013 bis 2017 durch die China Road and Bridge Corporation (CRBC) gebaute 472 km lange Neubaustrecke Nairobi-Mombasa der Standard Gauge Railway (SGR) wird eröffnet. Das Bauprojekt kostete umgerechnet rund 2,8 Milliarden Euro.[94]
- Palmyra/Syrien: Die russische Fregatte Admiral Essen und das Diesel-U-Boot Krasnodar feuern vom Mittelmeer aus mindestens vier Kalibr-Marschflugkörper auf Ziele der Terrormiliz Islamischer Staat (IS) östlich von Palmyra.[95]
- Skopje/Mazedonien: 62 der 120 Abgeordneten im Parlament bestimmen Zoran Zaev (SDSM) zum neuen Ministerpräsidenten. Zaev erhielt die Stimmen seiner Partei SDSM und von den Abgeordneten der PDSH, der albanischen Minderheit im Land.[96]
- Washington D.C./Vereinigte Staaten: Ein von Donald Trump mit Tippfehlern abgesendeter, inzwischen gelöschter Tweet, der abrupt mit dem unverständlichen Wort Covfefe endet, sorgt für ein international breites Medienecho.[97][98][99][100][101]

## Weblinks

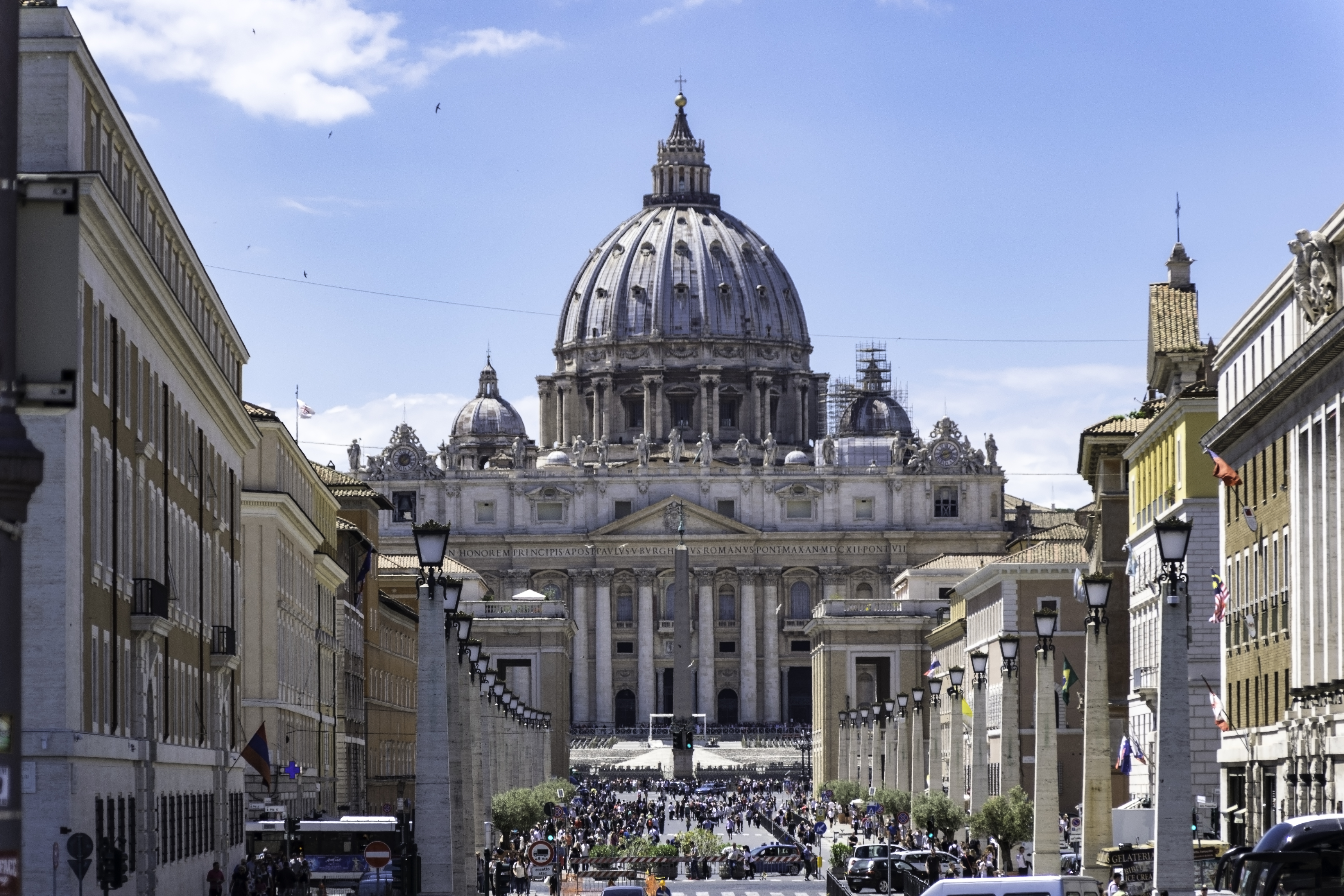
Rom im Mai 2017